# Blue Powder, Grey Smoke
Blue Powder, Grey Smoke est un jeu vidéo de type wargame créé par Ralph Bosson (le créateur de Under Fire) et publié par Gardé à partir de 1987 sur Apple II et Commodore 64. Le jeu propose neuf scénarios qui se déroulent pendant guerre de Sécession et simule les batailles d'Antietam, de Gettysburg et de Chickamauga. Il se déroule en temps réel et les joueurs contrôlent leurs unités à l’aide du clavier ou d’un joystick. Outre sa dimension stratégique, il inclut des éléments de jeu de rôle,.